# Петар Добровић
Петар Добровић (Печуј, 14. јануар 1890 — Београд, 27. јануар 1942) био је српски сликар и политичар. Један је од водећих представника модернизма југословенске уметности између два светска рата. Као представник српског колоризма, био је познат по портретима и пејзажима. У раним годинама био је импресиониста и кубиста. Писао је и ликовну критику.
Био је председник мале, краткотрајне српско-мађарске Барањско-Бајске Републике која је проглашена 14. августа 1921. Убројен је међу 100 најзнаменитијих Срба.

## Биографија
Српска породица Добровића потиче из Славоније, из Дарувара која се преселила у Нађкањижу где је бавећи се продајом стоке стекла велики углед и богатство. Овде је рођен и отац Петра Добровића. Добровићева мати, Ирена Хајдл, била је немачког порекла, рођена је у барањском градићу Шиклошу.
Петар Добровић је имао три брата: Николу, значајног српског архитекту, Стевана и Ђоку. Стеван и Ђока су уписали војну кадетску школу у Печују чији је питомац у то доба био и Мирослав Крлежа, каснији познати хрватски писац. Од тада датира и Добровићево познанство са Крлежом.
Петар Добровић је матурирао у печујској гимназији у којој су професори били из католичког реда цистерцита. Као гимназијалац доживео је многе непријатности. Често је нападан због своје српске народности. Тако је 1903. године гимназијски професор Абел Бузаши због убиства краља Александра Обреновића и његове супруге Драге, Добровића називао „српским убицом краљева“.
После завршетка гимназије Добровић 1907 — 1908. године похађа скулпторски одсек Занатско-уметничке школе у Будимпешти, потом од 1909. до 1911. и тамошњу Ликовну академију. Професори су му познати уметници конзервативних схватања Еден Бало и Тивадар Земплењи. Касније ће на његово сликарство утицати Карољ Ференци. Први пут је излагао 1911. године у Музеју лепе уметности у Будимпешти - „Мучарњок“. Од исте године, па све до избијања Првог светског рата боравио је у Паризу где је, између осталих, упознао и вајара Ивана Мештровића.
У међувремену објављује своје графике у угледним мађарским часописима и листовима као „Тет“ (мађ.Tett), „Ма“ (мађ. Ма у преводу „Дан“) и „Њугат“ (мађ. Nyugat у преводу „Запад“).
У недељу, 20. маја 1918. у Печују се побунио 6. Новосадски пук. Оружаном сукобу се прикључио и темпераментни Петар Добровић који је због тога касније затворен.
После завршетка Првог светског рата, 14. новембра 1918. српска војска је запосела Барању и Бачку. Долазак српске војске у Печуј Добровић је дочекао са великим одушевљењем. Једно време је радио као преводилац нове власти. Добровић је био велики поборник идеје да се Печуј, Барања и Бачка у целини припоје Краљевини Срба, Хрвата и Словенаца.
Био је председник мале, краткотрајне српско-мађарске Барањско-Бајске Републике која је проглашена 14. августа 1921. године и која је трајала до 21. августа 1921. Као председник младе републике Добровић на челу делегације 16. августа креће у Београд где га прима премијер Никола Пашић који му одмах саопштава да Краљевина СХС није заинтересована за очување Бачко-Барањске Републике. Добровић се никада више није вратио у свој родни Печуј. Тада се настанио у Београду.
Петар Добровић је био у веома добрим односима са српским књижевницима Вељком Петровићем и Милошем Црњанским.
Студије сликарства започео је у Будимпешти, а наставио у Паризу. Био је од 1923. до 1925. године професор Уметничке школе у Београду. Године 1934. оснива и води вечерњи течај фигуралног цртања на Коларчевом народном универзитету. Један је од оснивача београдске Државне уметничке академије, (касније Академије ликовних уметности), 1937. године од када је постао и њен професор.
Од 1911. излагао је на бројним колективним изложбама у земљи и Европи, између осталих у Паризу, Будимпешти, Прагу, Београду, Дубровнику и Венецији. Прву самосталну изложбу имао је у родном Печују 1913. Био је члан и један од оснивача Уметничке групе „Облик“ 1926. године.
Петар Добровић се 1925. године венчао са Олгом Хаџи из Новог Сада са којом је имао сина Ђорђа.
Двадесетих и тридесетих година 20. века Добровић живи и ради на релацији Београд - Париз. Једно време је боравио у Холандији и у Италији. На Азурној обали слика са својим пријатељем Миланом Коњовићем. Године 1934. био је један од оснивача часописа „Данас“. Године 1940. се повлачи на Хвар, где слика пејзаже, а 1941. са породицом се враћа у Србију и склања се у Гроцку.
Умро је за време немачке окупације Београда у Другом светском рату у лифту зграде у Улици краља Петра 36, где је становао током једне рације која га је затекла на улици на Савиндан 1942. године. Сахрањен је на Новом гробљу у Београду.
Сликарска заоставштина и документација о раду Петра Добровића чува се у Галерији „Петар Добровић“ у Београду.

## Сликарство
Сликарки опус Петра Добровића налази се у самом средишту српског модернизма, а зенитни део је историографски код многих теоретичара постављен у четврту деценију прошлог века, тачније у онај део који је припадао колористичком експресионизму. Хедонистичко сликарство коме је изнад свега био привржен, одвело га је према изузетном богатству хроматске палете, колико и према блиставом светлу које се прелива у пуном интензитету преко његових платана. Већ на самом почетку бављења ликовном уметношћу, Добровић је чврсто постави форму, а тиме и композицију у сликама. Та почетна блискост реализму није му сметала да облик ослободи непотребних елемента, и да уместо њих унесе кратке бојене и валерске пасаже који су давали довољно неопходних визуелних података да се лако уоче главне ликовне и формалне особине његовог сликарског језика. Помало кубизоване сликовне представе из тог првог периода данас се виде као логична најава каснијег говора експресивних и колористичких језичко-пластичких особености. Медитерански пејзаж, маслињаци, воће, море, нага тела, само су биле погодне теме на којима је показао шта сликарство може да буде ако се изражава бојом и светлом. Велики опус Петар Добровић је оставио и у портретској уметности у коме је сачинио бројне анализе и карактеролошке студије које спадају међу највреднијим у српско уметности прве половине двадесетог века.

## Наслеђе
Галерија „Петар Добровић“ у Београду баштини и старе се о Добровићевој заоставштини и опусу од 1407 дела, од којих је 20 радова других уметника. Године 2021. отворена је реновирана Галерија, у Улици краља Петра 36 на четвртом спрату.

## Самосталне изложбе
- 1912 Просторије Женског друштва, Печуј
- 1919 Салон „Улрих“, Загреб, Градска кућа, Нови Сад
- 1920 Друга београдска гимназија, Београд
- 1921 Сала „Станковић“, Београд
- 1924 Salon Manes, Prag
- 1925 Салон Галић, Сплит
- 1927 Зграда Берзе, Нови Сад
- 1928 Велика сала Жупаније, Сомбор, Друштво за унапређење науке и уметности, Сала Народног касина, Осијек, Умјетнички павиљон, Загреб
- 1929 Умјетнички салон Шира, Загреб, Свечана сала Новосадске музичке гимназије, Нови Сад
- 1930 Уметнички павиљон, Београд
- 1931 Pulhri Studio, Prag, Kunstring, Roterdam, Kunstzalen A. Mak, Amsterdam
- 1932 Denisuv Institut, Prag
- 1933 Француски клуб, Београд
- 1934 Салон Улрих, Загреб. Француски клуб, Београд
- 1936 Француски клуб, Београд
- 1937 Дворана Матице српске, Нови Сад
- 1940 Уметнички павиљон, Београд

Постхумне
- 1955 Уметнички павиљон „Цвијета Зузорић“, Београд
- 1974 Музеј савремене уметности, ретроспектива, Београд, Галерија „Петар Добровић“, Београд, Модерна галерија, Љубљана
- 1981 Галерија Факултета ликовних уметности, Београд
- 1983 Галерија „Петар Добровић“, Београд
- 1985 Галерија Ликовних умјетности, Београд
- 1990 Музејски простор, ретроспектива, Загреб, Галерија Матице српске, Нови Сад, Народни музеј, Београд, Museum Janus Panonius, Pečuj
- 1999 Галерија „Петар Добровић“, Београд, Галерија Матице српске, Нови Сад
- 2001 Галерија „Петар Добровић“, Београд

## Галерија
- Улица у Печују, 1910-1911.
- Младић (аутопортрет) са књигом, 1914.
- Барањски виногради, 1915.
- Брескве у цвату, 1917.
- Аутопортрет, 1917.
- Јадрански предео, 1919-1920.
- Портрет девојке, 1920.
- Глава (портрет сликареве жене), 1925.
- Боеми, 1927.
- Шкарпина, 1928.
- Иванка Хаџи, 1928.
- Младић у вечерњем пејзажу, 1928.
- Велики маслињак, 1928.
- Светозар Милетић, 1930.
- Беле куће на брежуљку, 1933.
- Редакција часописа Данас II, 1934.
- Портрет Косте Страјнића, 1935.
- Улица у Дубровнику, 1935.
- Коњи на цркви Светог Марка у Венецији, 1938.
- Олга на тераси, 1938.
- Мотив из Гроцке, 1941.
- Каменити пејзаж близу далматинске обале
- Портрет Николе Кнежевића
- Портрет Рахиле Кнежевић
- Портрет др Светозара Милетића

## Критике
- 1914 Размишљања, Az Alföld, јануар, pp. 43–44, Будимпешта
- 1914 О изложбама, Az Alföld, април, бр. pp. 108–110, Будимпешта
- 1919 Поводом изложбе југословенских уметника у Паризу 1919. године, Дан, 1. август, бр. 3, год. I, pp. 41–44, Београд-Нови Сад
- 1919 Сликарски правци XIX и XX века, Дан, 1-15. новембар, бр. 9-10, Београд-Нови Сад
- 1921 Изложба Боривоја Стевановића и Драгомира и Арамбашића, Српски књижевни гласник, 16. октобар, pp. 312–314, Београд
- 1921 Изложба Емануела Видовића. Изложба Јована Бијелића, Петра Добровића, Сиба Миличића, Српски књижевни гласник, 16. новембар, бр. 6, pp. 462–467, Београд
- 1922 Милутиновић и Стојановић, Политика, 5. новембар, Београд
- 1924 Југословенска уметност, Lidové noviny, 2. јануар, Брно-Праг
- 1927 Педесет и две Реноарове слике. Актови - цвеће - деца, Pariser Deutsche Zeitung, 13. март, Париз
- 1927 Кроз ликовне галерије. Fujita - Survage - Flandrin - Deshayes - Weich, Pariser Deutsche Zeitung, 27. март, Париз
- 1927 Кроз ликовне галерије, Pariser Deutsche Zeitung, 3. април, Париз
- 1927 Кроз ликовне галерије, Pariser Deutsche Zeitung, 10. април, Париз
- 1927 Фовисти, Pariser Deutsche Zeitung, 24. април, Париз
- 1927 Salon des Tuileries, Pariser Deutsche Zeitung, 1. мај, и 8. мај, Париз
- 1927 Самостална изложба Othona Frieza, Pariser Deutsche Zeitung, 8. мај, Париз
- 1927 Кроз ликовне галерије, Pariser Deutsche Zeitung, 15. мај, Париз
- 1927 Кроз ликовне галерије, Pariser Deutsche Zeitung, 22, мај, Париз
- 1927 Кроз ликовне галерије, Pariser Deutsche Zeitung, 29, мај, Париз
- 1927 Кроз ликовне галерије, Pariser Deutsche Zeitung, 12, јун, Париз
- 1927 Кроз ликовне галерије, Pariser Deutsche Zeitung, 19, јун, Париз
- 1927 О уметничком гледању, Нови Сад, бр. 39, pp. 7–9, Нови Сад
- 1928 Изложба Ивана Радовића, Политика, 18. фебруар, Београд
- 1929 Уметност двадесетог века, Отаџбина, 14. децембар, Нови Сад
- 1932 У одбарну наше ликовне уметности, Време, 24. октобар, Београд
- 1937 Сликар Иво Еторе, Политика, 9. децембар, Београд
- 1939 Сезан, Печат, бр. 7. pp. 69–72, септембар, Загреб